# Succotash

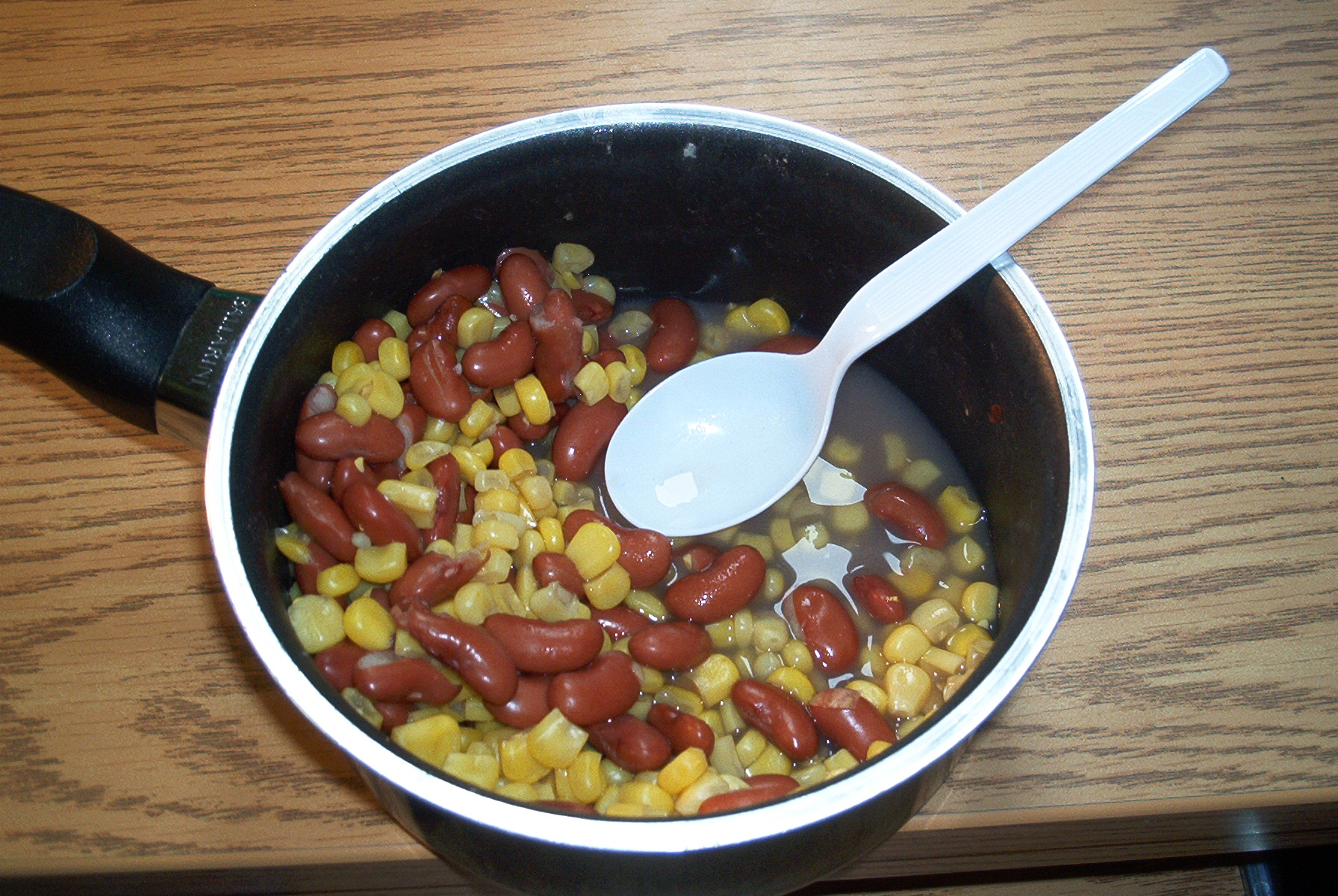
Plat de succotash à base de haricots rouges.

Le succotash (du narragansett sohquttahhash) est un plat de la cuisine américaine dont les principaux ingrédients sont les haricots de Lima et le maïs, éventuellement accompagnés de morceaux de viande ou de poisson salés.

## Étymologie et dénominations
Le nom est dérivé de msikwatash, terme de la langue de la tribu amérindienne des Narragansetts.
Parmi les noms autochtones désignant ce mets culinaire on retrouve : seluduyadisuyi, selu duya nadelahuni, m’síckquatash au Massachusett, sákwitäsh au Narragansett.

## Méthode
Cette manière d'accommoder les légumes est devenue très populaire pendant la Grande Dépression aux États-Unis. Elle était parfois cuisinée dans une cocotte, souvent couverte d'une fine couche de pâte comme dans le traditionnel pot pie. Dans certaines zones du Sud des États-Unis, n'importe quel mélange de légumes préparés avec des haricots de Lima et du saindoux ou du beurre est appelée « succotash ».

## Culture
Le succotash est un plat traditionnel de nombre de célébrations de Thanksgiving en Pennsylvanie et dans d'autres États. En Indiana, le succotash est fait à base de haricots verts et de maïs au lieu de haricots de Lima.